# Borstenzahndoktorfische
Die Borstenzahndoktorfische (Ctenochaetus) sind eine Gattung aus der Familie der Doktorfische. Sie haben wie alle Doktorfische am Ansatz der Schwanzwurzel einen ausklappbaren Dorn zur Verteidigung. Die Jungfische sind oft farbenfroh, während adulte Tiere eine schlichte, einfarbige Zeichnung haben.
Borstenzahndoktorfische haben seitlich abgeflachte Körper mit einer langgestreckten Rücken- und Afterflosse. Wie bei allen Doktorfischarten ist das Maul endständig. Im Gegensatz zu ihren Verwandten ernähren sie sich nicht von Blatt- und Fadenalgen, sondern schaben mit ihren borstenartigen Zähnen den feinen Algenbelag von Steinen.
Die Borstenzahndoktorfische sind in den tropischen Meeren des Indopazifiks beheimatet.

## Arten
- Blauaugen-Borstenzahndoktorfisch (Ctenochaetus binotatus) Randall, 1955
- Blaulippen-Borstenzahndoktor (Ctenochaetus cyanocheilus) Randall & Clements, 2001
- Ctenochaetus flavicauda Fowler, 1938
- Hawaii-Borstenzahndoktorfisch (Ctenochaetus hawaiiensis) Randall, 1955
- Blaufleck-Borstenzahndoktorfisch (Ctenochaetus marginatus) (Valenciennes, 1835)
- Streifen-Borstenzahndoktorfisch (Ctenochaetus striatus) (Quoy & Gaimard, 1825)
- Goldring-Borstenzahndoktorfisch (Ctenochaetus strigosus) (Bennett, 1828)
- Tomini-Borstenzahndoktorfisch (Ctenochaetus tominiensis) Randall, 1955
- Indischer Goldringdoktor (Ctenochaetus truncatus)  Randall & Clements, 2001